# Kangandlahalli, Bangarapet
Kangandlahalli là một làng thuộc tehsil Bangarapet, huyện Kolar, bang Karnataka, Ấn Độ.